# منتخب سورينام لكرة القدم للسيدات
منتخب سورينام الوطني لكرة القدم للسيدات (بالهولندية: Surinaams vrouwenvoetbalelftal)‏ هو ممثل سورينام الرسمي في المنافسات الدولية في كرة القدم للسيدات.